# 傑瑞·克勞斯
傑羅姆·理查德·克勞斯（Jerome Richard Krause，1939年4月6日—2017年3月21日）是美國體育球探和高管，1985年至2003年擔任美國國家籃球協會（NBA）芝加哥公牛隊總管。